# 上越観光開発
上越観光開発（じょうえつかんこうかいはつ、英文Joetsu Investments Limited ）は新潟県南魚沼市樺野沢にあるホテルグリーンプラザ上越を中心にホテル、スキー場、プレイランド経営、アグリ事業を行う日本の会社である。

## 施設
- ホテルグリーンプラザ上越
- 上越国際スキー場
- 上越国際当間スキー場（子会社の当間高原開発が建設）
- なかさと清津スキー場（営業休止中）
- 十日町市松代ファミリースキー場（松代総合開発と共に指定管理者となっている。）

## 沿革
- 1968年（昭和43年）- 12月20日、上越国際スキー場が開業。（帝国観光）
- 1981年（昭和56年）- 12月、安達事業グループが上越国際スキー場の経営権を取得。
  - 12月、ホテルグリーンプラザ上越本館をオープン。
- 1982年（昭和57年） - ホテルグリーンプラザ上越アネックスをオープン。
- 1983年（昭和58年）- ホテルグリーンプラザ上越新館をオープン。
- 1984年（昭和59年）- 上越国際当間スキー場をオープン。
  - 上越国際プレイランドオープン。
- 1985年（昭和60年）- ホテルグリーンプラザ上越コネクションIをオープン。
- 1989年（平成元年）- ホテルグリーンプラザ上越コネクションIIをオープン。
- 1997年（平成9年）- 温泉を掘削（1,250ｍ）48℃。
- 2003年（平成15年）- アネックス新築。
- 2006年（平成18年）- 「Joetsu Investments Limited」が100％を取得、株主となる（モルガン・スタンレー）
- 2013年（平成25年）- 株式会社LSSが100％を取得。